# Annisse IF
Annisse IF er en idrætsforening der hovedsageligt beskæftiger sig med fodbold. Klubben har hjemme i Annisse. Klubben har en masse forskellige hold, helt fra Old boys hold ned til U-8.
I 2024 mistede klubben desværre deres formand, Søren Larsen. Søren var formand i 33 år. Brian Quebec Heller har overtaget formandsposten.

## Hold og trænere
2025:  
Klubben har to herrersenior hold, to old boys hold, et U-14 hold, et veteran og en masse ungdomshold. 
I juni 2025 sikrede Annisse IF, Første senior sig oprykning til Serie 2 efter en stærk sæson i Serie 3, Pulje 1. Holdet sluttede på en samlet 2. plads, kun overgået af Hillerød Fodbold, men med nok point til at rykke op som en af de bedste toere i rækken. 
Oprykningen markerer et vigtigt skridt for klubben, som har haft ambitioner om at etablere sig i de højere serier i lokalrækkerne. Gennem hele sæsonen viste Annisse IF solidt spil, stærkt sammenhold og god bredde i truppen, hvilket kulminerede i flere afgørende sejre i forårets kampe.
Klubbens trænerteam og frivillige har fremhævet både spillernes engagement og den lokale opbakning som afgørende faktorer bag succesen. Med oprykningen til Serie 2 træder Annisse IF ind i et nyt sportsligt kapitel med nye udfordringer og højere modstandsniveau i sæsonen 2025/2026.
cheftræner er Alexander Emborg Larsen og holdleder er Kemal Bozkurt. I 2023/24 sæsonen, endte AIF på en tredje plads i rækken og derved kun en plads fra oprykning til serie 2. Førsteholdets topscorer den sæson blev Rasmus Grøndal med 14 mål og 25 assist. 
I marts 2024 blev en af holdets mest prominente spillere, (Rasmus Haugaard) langtidsskadet med en acl ruptur. Han forventes tilbage i marts/april 2025. 
2. holdet spiller i serie 5. Trænerne er Oliver Østerberg og Danni Strate.
Old boys 1 holdet, spiller på 11 mands. Mikkel Sommer er cheftræner.
Old boys 2 holdet, spiller på 8 mands. Træner/holdleder er Rene Sandberg Nyeng Andersen.
U-14 holdet er lige rykket op fra U-12 og trænes af Tobias Perch-Nielsen og Oliver Østerberg.

## Rivaler
Gennem tiderne er der udviklet sig en rivalisering mellem Annisse IF og flere af de andre lidt mindre klubber i Nordsjælland. Klubbens største rivaler er:[kilde mangler]
- Helsinge Fodbold
- Hundested IK
- Vejby Tisvilde Fodbold
- Græsted IF
- Ramløse IF
- Blistrup SI
- Gilleleje FK
- Frederiksværk FK

Den største rival er dog klart naboklubben Helsinge Fodbold, der ligger blot få kilometers kørsel fra Larsen Park. De to klubber har gennem årene spillet mange kampe mod hinanden. Rivaliseringen mellem klubberne har gennem tiden, som regel, ligget på et venligt stadie, dog med kortvarige eksplosive episoder.